# 奧平信昌
奧平信昌（日语：／ Okudaira Nobumasa，1555年—1615年4月11日）是日本戰國時代至江戶時代初期的武將、大名。小幡藩與加納藩初代藩主。初名貞昌（與曾祖父同名）、別名八太郎。奧平貞能長男。正室是德川家康長女龜姬，共育有四男一女。

## 經歷
貞昌出身自奧平氏三河國有力國人，貞能之長子，奧平家自祖父貞勝時代起就從屬今川氏的家臣。
今川氏衰弱後從屬德川家康麾下參與遠江國掛川城作戰。
約在元龜年間（1570年-1573年）武田氏侵入三河時成為武田氏家臣。

### 長篠會戰
1573年父親貞能背叛武田家，改為效力德川家，祖父貞勝亦帶領次子常勝及大部族人投奔武田家。1575年，武田家派遣大軍攻打長篠城。時為長篠城主的貞昌，以約500兵守方力戰牽制武田軍15000兵，令武田軍無法攻克長篠城，爾後武田軍於設樂原被織田德川聯軍大敗。
織田信長為贊揚長篠城之戰貞昌僅用500兵死守對武田勝賴的15,000大軍的表現，於是將信長的「信」字賞贈予貞昌（戰後改名為「信昌」）並贈予福岡一文字寶刀（長篠一文字 - 現國寶）。家康為獎勵信昌的戦功，賞予名刀「大般若長光」（現國寶）。
家康並給予奧平的12名重臣特殊正式保証，保子孫後代特殊待遇和保障。
經過此戰役之後父親貞能正式將家主之後讓與信昌。

### 爾後事蹟
後來獲得德川家康重用。小田原征伐後，獲封上野国甘樂郡3萬石。1600年參與關原之戰，戰後部隊成功捕獲安國寺惠瓊。1601年獲加封到美濃國加納藩10萬石。1602年讓位隱居。1615年病逝。

## 登場作品
影視劇
- 德川家康（1983年、NHK大河劇、演：渡辺篤史）
- 葵德川三代（2000年、NHK大河劇、演：岸本功）
- 怎麼辦家康（2023年、NHK大河劇、演：白洲迅）